# Первомайське сільське поселення (Лямбірський район)
Первома́йське сільське поселення (рос. Первомайское сельское поселение) — муніципальне утворення у складі Лямбірського району Мордовії, Росія. Адміністративний центр — село Первомайськ.

## Історія
Станом на 2002 рік існували Дальня сільська рада (присілки Ніколаєвка, Язиково, селище Дальній) та Первомайська сільська рада (села Євлашево, Первомайськ, присілок Кошкаровка, селище Первомайське отділення «Сільхозтехніка»), присілок Кадишево перебувало у складі Липкинської сільської ради Ромодановського району.
2004 року присілок Кадишево був переданий до складу Первомайського сільського поселення.
24 квітня 2019 року було ліквідовано Дальнє сільське поселення, його територія увійшла до складу Первомайського сільського поселення.

## Населення
Населення — 1201 особа (2019, 1388 у 2010, 1561 у 2002).

## Склад
До складу поселення входять такі населені пункти:
| Населений пункт                                 | Населення, осіб (2002) | Населення, осіб (2010) |
| ----------------------------------------------- | ---------------------- | ---------------------- |
| Дальній, селище                                 | 152                    | 113                    |
| Євлашево, село                                  | 1                      | 0                      |
| Кадишево, присілок                              | 14                     | 14                     |
| Кошкаровка, присілок                            | 71                     | 53                     |
| Ніколаєвка, присілок                            | 363                    | 336                    |
| Первомайськ, село                               | 879                    | 804                    |
| Первомайське отділення "Сільхозтехніка", селище | 52                     | 53                     |
| Язиково, присілок                               | 29                     | 15                     |